# 文明峰塔
文明峰塔，位于中国广东省韶关市仁化县长江镇，为仁化县的一个县级文物保护单位，类型为古建筑，公布时间为1989年6月3日。
文明峰塔的历史年代为明始建清重修。